# Hôtel de ville de Livry-Gargan
L' Hôtel de Ville de Livry-Gargan est le siége de la mairie de cette ville française du département de la Seine-Saint-Denis en région Île-de-France. Il est situé sur la place de l'Hôtel-de-Ville, qui donne sur l'avenue du Consul-Général-Nordling.

## Description
Il est entouré du parc de la Mairie.

## Historique

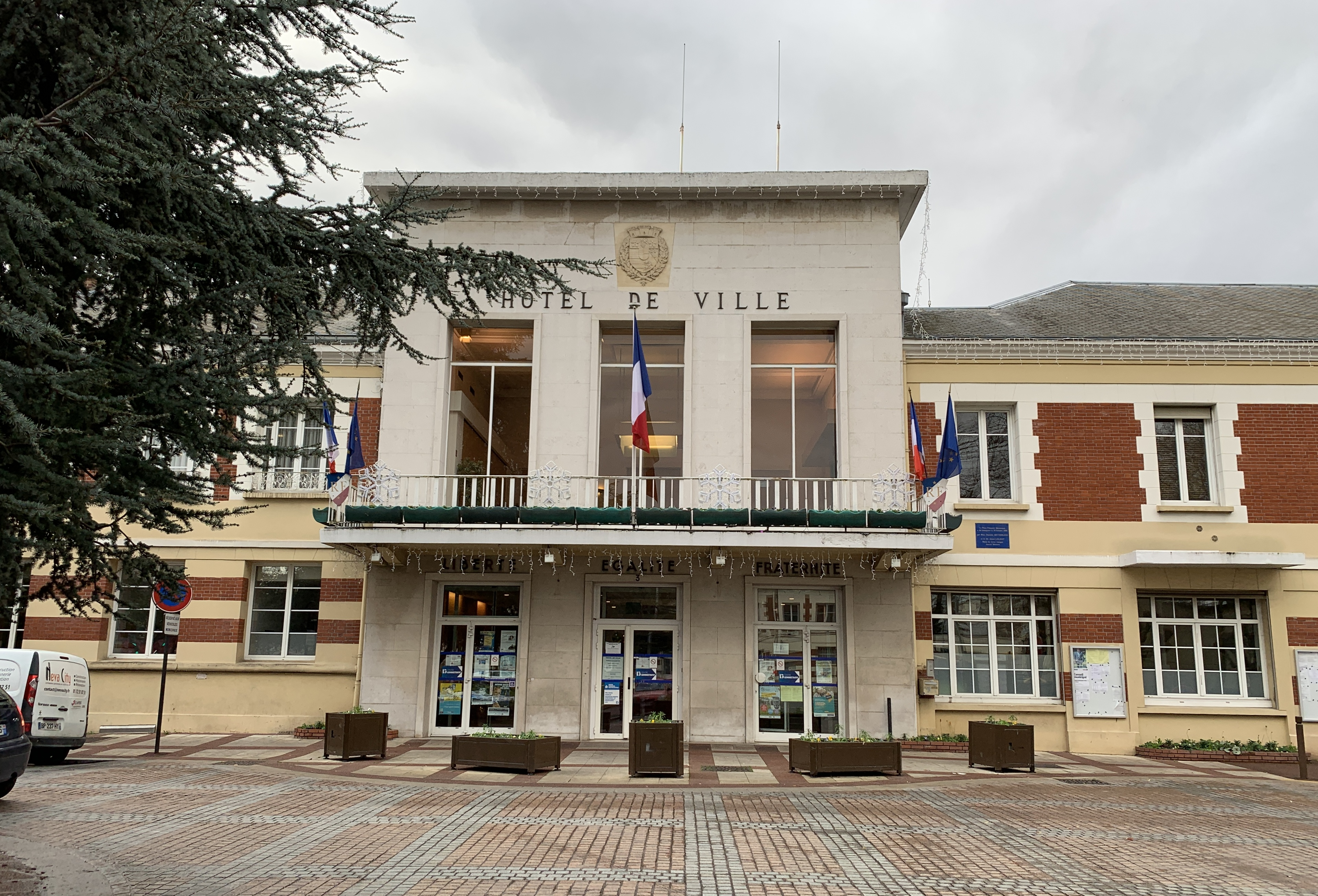
L'Hôtel de ville en 2019.

L'accroissement de la population de la ville à la fin du XIXe siècle rendit nécessaire un édifice administratif plus spacieux. Le bâtiment de la mairie a été construit vers 1900 à l'emplacement d'une demeure seigneuriale achetée par la municipalité en 1898.